# Sands of Iwo Jima
Sands of Iwo Jima is een Amerikaanse zwart-witfilm uit 1949, die zich afspeelt in de Tweede Wereldoorlog. Het laatste kwart van film is geënsceneerd tijdens de landing op Iwo Jima; de film eindigt met het hijsen van de Amerikaanse vlag op de vulkaan Suribachi. De film schetst het macho karakter van de Amerikaanse marinier tijdens de Tweede Wereldoorlog.

## Het verhaal
Sergeant Stryker (gespeeld door John Wayne) krijgt de taak een squad kersverse mariniers te trainen tot een geoliede vechtmachine en pakt hen met harde hand aan. In zijn vrije tijd bedrinkt hij zich om de problemen met zijn vrouw te vergeten. Zijn tegenpool is soldaat Conway (gespeeld door John Agar), de zoon van een gedecoreerde mariniersofficier die uit plichtsbesef dienst heeft genomen, maar zich met zijn universitaire opleiding niet thuis voelt in de mariniers. Gaandeweg de film bekeert Stryker zowel zijn groene soldaten als Conway tot echte mariniers. Daarbij komt ook Stryker zelf beter met zichzelf in balans.

## Rolverdeling
| Acteur             | Personage              |
| ------------------ | ---------------------- |
| John Wayne         | John M. Stryker        |
| John Agar          | Peter T. "Pete" Conway |
| Adele Mara         | Allison Bromley        |
| Forrest Tucker     | Al J. Thomas           |
| Wally Cassell      | Benny A. Regazzi       |
| James Brown        | Charlie Bass           |
| Richard Webb       | Dan Shipley            |
| Arthur Franz       | Robert C. Dunne        |
| Julie Bishop       | Mary                   |
| James Holden       | "Farmer" Soames        |
| Peter Coe          | George Hellenopolis    |
| Richard Jaeckel    | Frank Flynn            |
| William Murphy     | Eddie Flynn            |
| Martin Milner      | Mike McHugh            |
| George Tyne        | Hart S. Harris         |
| Hal Baylor         | J.E. "Ski" Choynski    |
| Leonard Gumley     | Sid Stein              |
| Ira Hayes          | zichzelf               |
| John Bradley       | zichzelf               |
| Rene Gagnon        | zichzelf               |
| William Edwin Self | L.D. Fowler Jr.        |
| John McGuire       | Joyce                  |

## Karakter
De film bevat veel historisch filmateriaal dat gemonteerd is ter afwisseling tussen het eigenlijke verhaal of als achtergrond dient. Dit oogt niet heel verzorgd. Een aantal veteranen van de landing op Iwo Jima heeft kleine rollen.